# Einar Lovén

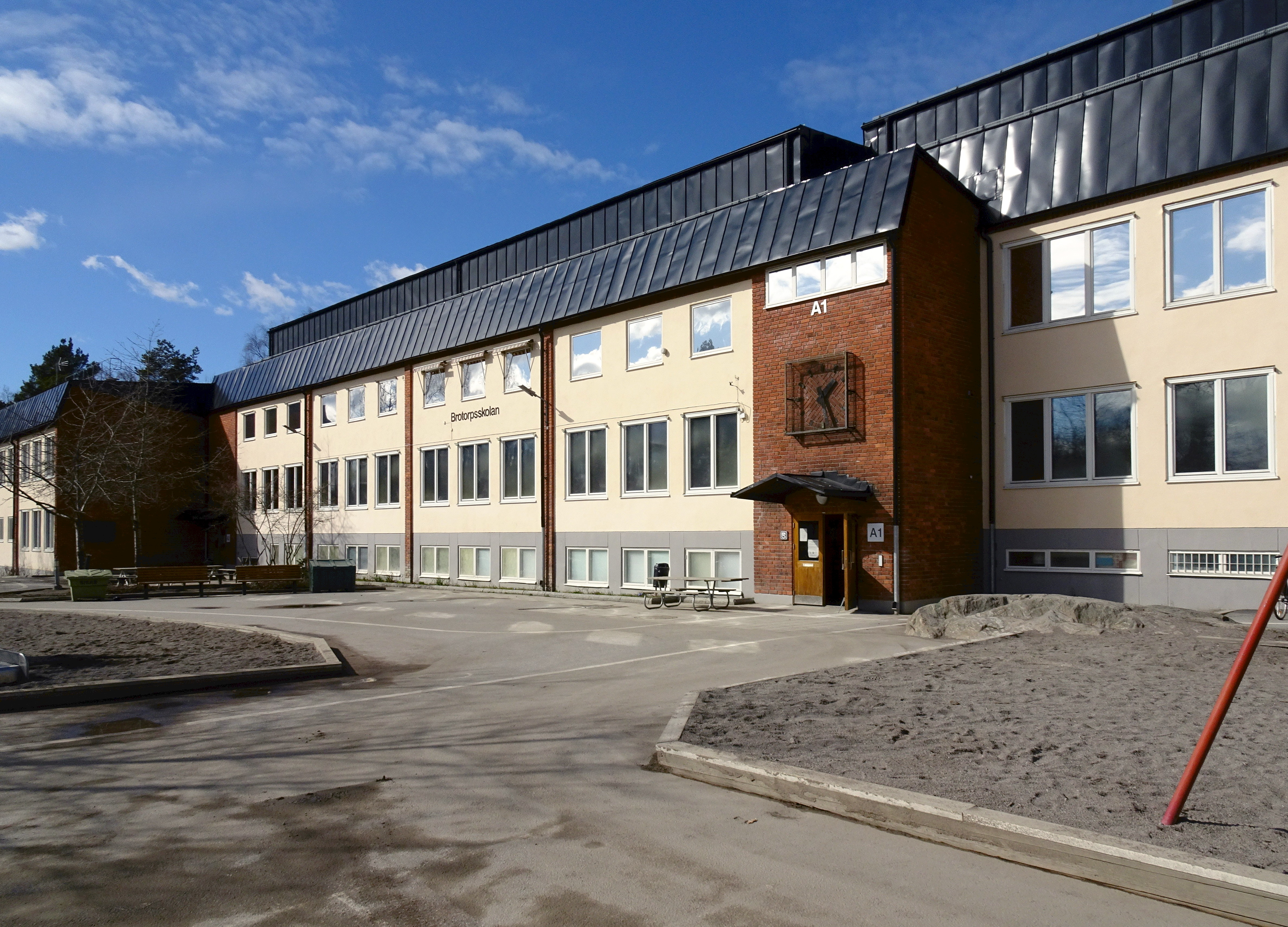
Brotorpsskolan, Bagarmossen.

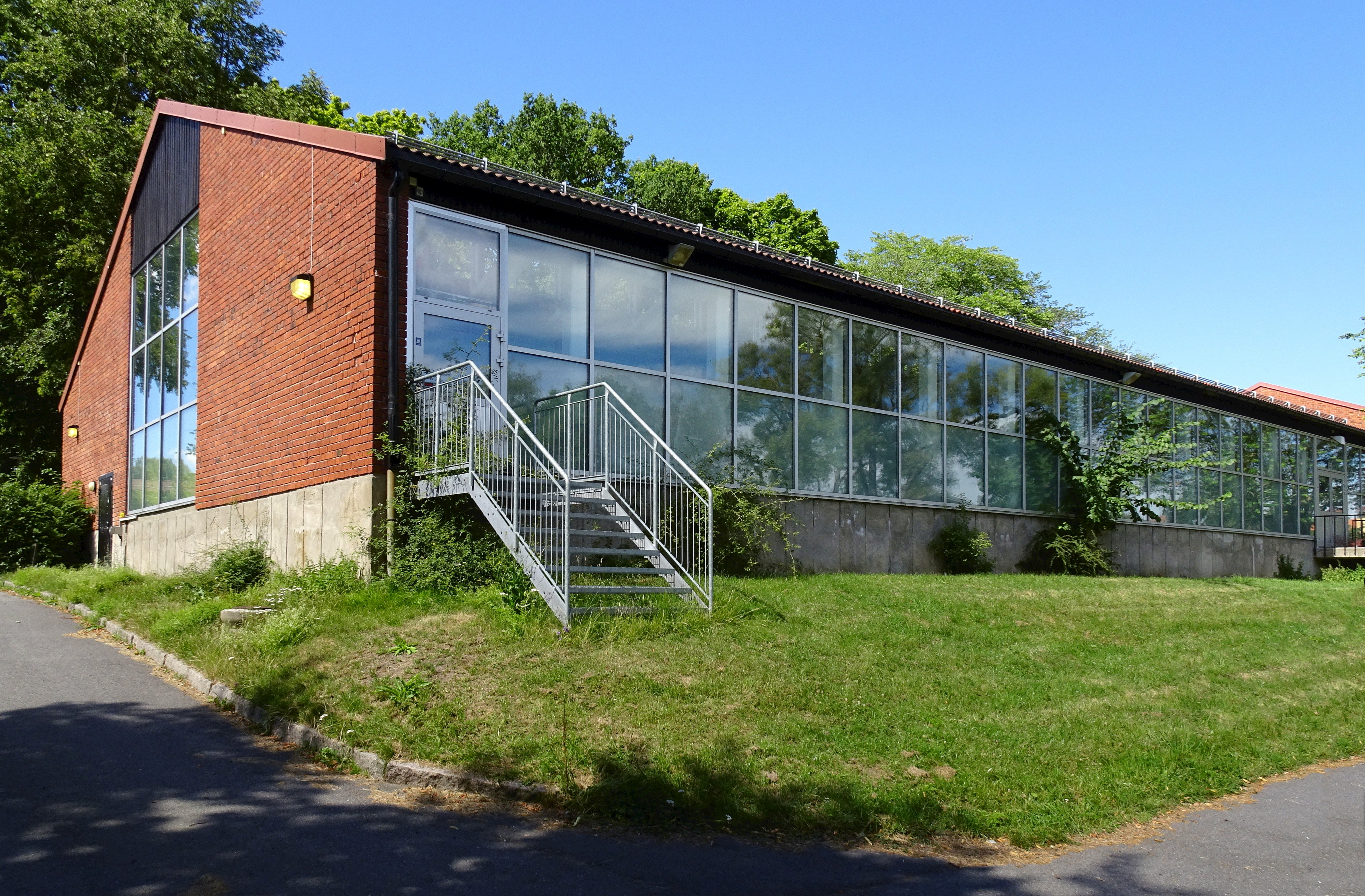
Gubbängsbadet, Gubbängen.

Einar Lovén, född 26 april 1912, död 14 januari 2003 i Brännkyrka, var en svensk arkitekt.

## Utbildning och verksamhet
Einar Lovén avlade examen vid Kungliga Tekniska Högskolan i Stockholm 1938. Han arbetade vid KFAI 1928–1929 samt 1931–1958. Han blev delägare i Nils Ahrbom och  Helge Zimdahl arkitektkontor 1949, men bedrev också egen arkitektverksamhet i Stockholm. Lovén har bland annat ritat Gambro forskningslaboratorier i Sverige och utomlands 1969–1982. Bland skolor och anläggningar märks Brotorpsskolan i Bagarmossen (1956) och Gubbängsbadet vid Gubbängsskolan (1968).
Einar Lovén är begravd på Brännkyrka kyrkogård.

## Egna publikationer
- Byggmästaren 1949:14 sid 297, Folkskola i Färentuna
- Byggmästaren 1951:15 sid 242, Gubbängens folkskola
- Byggmästaren 1956-A:2 sid 32, Kafferosteri i Gävle.